# How Betty Made Good
How Betty Made Good è un cortometraggio muto del 1913 diretto da William Duncan.

## Produzione
Il film fu prodotto dalla Selig Polyscope Company.

## Distribuzione
Distribuito dalla General Film Company, il film - un cortometraggio in una bobina - uscì nelle sale cinematografiche statunitensi il 27 agosto 1913.